# جامعة جنوب غرب تكساس الطبية
جامعة جنوب غرب تكساس مدرسة الطب (بالإنجليزية: University of Texas Southwestern Medical School)‏ هي إحدى الكليات لتدريس الطب في الولايات المتحدة الأمريكية. تقع في مدينة دالاس في ولاية تكساس الأمريكية. نوع الشهادة الطبية التي يتم تحصيلها هناك هي دكتور في الطب.